# Hercostomus ussurianus
Hercostomus ussurianus är en tvåvingeart som beskrevs av Stackelberg 1934. Hercostomus ussurianus ingår i släktet Hercostomus och familjen styltflugor. Inga underarter finns listade i Catalogue of Life.